# Вельдхёйзен ван Зантен, Якоб
Якоб Луис Вельдхёйзен ван Зантен (нидерл. Jacob Louis Veldhuyzen van Zanten; 5 февраля 1927 — 27 марта 1977) — нидерландский пилот-инструктор. Он был командиром Boeing 747, погибшего в крупнейшей авиакатастрофе в истории гражданской авиации.

## Биография и карьера в KLM
Родился 5 февраля 1927 года в городе Лиссе, Нидерланды. Родители — Маринус Якоб Вельдхёйзен ван Зантен, флорист по профессии, мать — Мария Катарина Филиппо, домохозяйка.
21 июня 1947 года получил лицензию частного пилота, а 18 апреля 1950 года — лицензию коммерческого пилота. В этом же году он начал работать в компании KLM Royal Dutch Airlines в качестве руководителя полётов. В 1951 году вступил в должность второго пилотa на самолёте Douglas DC-3.
22 сентября 1952 года ван Зантен получил лицензию бортрадиста, 19 октября 1956 года — лицензию линейного пилота, а 6 августа 1963 года — лицензию штурмана.
До своего повышения на должность лётного инструктора Вельдхёйзен ван Зантен был рядовым лётчиком. За годы работы в KLM он имел допуск к полётам на следующих типах самолётов:
- Douglas DC-3: с 28 сентября 1951 года до 20 июня 1962 года;
- Convair CV240/340 с 23 августа 1952 года до 20 июня 1962 года;
- Lockheed Constellation с 1 октября 1952 года до 20 июня 1962 года;
- Douglas DC-6 с 12 февраля 1957 года до 20 июня 1962 года;
- Douglas DC-7C с 6 июня 1957 года до 20 июня 1962 года;
- Vickers Viscount 803 с 11 июня 1959 года до 21 июля 1967 года;
- Douglas DC-9 с 16 марта 1967 года до 9 июня 1971 года;
- Boeing 747 с 23 января 1971 года до 27 марта 1977 года[4].

В 1971 году ван Зантен вошёл в состав экипажа, ответственного за доставку из Сиэтла, США, в Нидерланды первого лайнера Boeing 747, заказанного KLM (на том рейсе он был вторым пилотом). Спустя несколько лет после приобретения авиакомпанией самолётов Boeing 747 он был назначен главным лётным инструктором для самолётов этой модели: после того как занимающий эту должность пилот вышел на пенсию, ван Зантен был повышен и стал руководителем подразделения подготовки пилотов на Boeing 747. Одним из его учеников был Клас Мёрс (нидерл. Klaas Meurs), второй пилот на рейсе KL4805: 17 января 1977 года ван Зантен вручил ему лицензию.
В 1976 году ван Зантен принял участие в рекламной кампании KLM. Журналы с этой рекламой предположительно находились на борту нидерландского лайнера в день катастрофы.
Существуют противоречивые мнения и предположения, почему из всех лётчиков KLM именно ему предложили принять участие в пиар-кампании: наиболее распространённая теория заключается в том, что ван Зантен был избран благодаря своему высокому статусу в авиакомпании, однако существует и другое мнение: его избрали по той причине, что ван Зантен, исполнявший обязанности инструктора, основное время проводил на земле, благодаря чему в его распоряжении было больше свободного времени, чем y другиx пилотов аналогичного ранга, выполнявшиx регулярные и частые полёты.
Погиб в авиакатастрофе в Лос-Родеос 27 марта 1977 года. Когда до руководителей KLM дошла информация о катастрофе, они попытались связаться с ван Зантеном и попросить его отправиться на Тенерифе для того, чтобы помочь в расследовании: на тот момент они не знали, что именно он был командиром разбившегося лайнера. На момент смерти число его лётных часов составляло 11 700, 1545 из них — на Boeing 747.
Вельдхёйзен ван Зантен был одним из нескольких десятков погибших, которых не удалось опознать, и не имеет официального места захоронения. Однако его фамилия упоминается в списке погибших на мемориале, воздвигнутом на кладбище Вестгарде (нидерл. Westgaarde) в Амстердаме.

## Личная жизнь
В последние годы жизни Вельдхёйзен ван Зантен проживал в городе Сассенхейм. В свободное от основных занятий время он увлекался автогонками и музыкой, а также США. Он оставил после себя жену и двоих детей: сына Рона (род. 1951 г.) и дочь Марриэт (род. 1953 г.). Протестант по вероисповеданию, он имел репутацию человека глубоко религиозного, и некоторые источники указывают на то, что он был приверженцем кальвинизма.

## Последний рейс
27 марта 1977 года произошла авиакатастрофа, унёсшая наибольшее число человеческих жизней за всю историю гражданской авиации. Два пассажирских Boeing 747 столкнулись на взлётно-посадочной полосе аэропорта Лос-Родеос на острове Тенерифе. В результате столкновения погибло 583 человека: 248 пассажиров на борту самолёта авиакомпании KLM и 335 — на борту самолёта авиакомпании Pan Am. Жестокой иронией стал тот факт, что самая страшная авиакатастрофа произошла на земле.
В условиях сильного тумана на единственной взлётной полосе аэропорта ван Зантен начал взлёт без разрешения диспетчера и врезался в самолёт Pan Am, двигавшийся по той же полосе к точке съезда на перрон по указанию диспетчера руления. Экипаж KLM знал о действиях экипажа Pan Am, однако сильный туман не позволял установить визуальный контакт. КВС самолёта KLM Якоб ван Зантен ошибочно решил, что самолёт Pan Am покинул взлётно-посадочную полосу, и начал взлёт без разрешения. Он думал, что получил разрешение на взлёт (англ. take-off clearance), хотя диспетчер дал ему только разрешение на вылет (англ. departure clearance). Диспетчер в отсутствие оборудования для контроля руления считал, что самолёт KLM ожидает дальнейших распоряжений.
Существует несколько мнений относительно причин странного поведения ван Зантена:
- желание быстрее вылететь из Лос-Родеос, чтобы успеть в Амстердам без нарушения рабочего графика, за что пилотов KLM штрафовали;
- иерархия взаимоотношений в экипаже, которая не позволила его членам более энергично противостоять ошибочному решению капитана из-за его авторитета и опыта[19][20].

В то же время, в рапорте Международной ассоциации пилотов (ALPA) представлены цитаты, опровергающие распространённое мнение о том, что ван Зантен неуважительно относился к своим коллегам или позволял себе некорректное поведение. Данное утверждение опровергает также Ян Бартелски, капитан KLM в отставке и бывший президент Международной федерации ассоциаций пилотов (IFALPA).
- Привычка пилота-инструктора отдавать разрешение на взлёт своему экипажу во время тренировок на лётном тренажёре, где в то время команды диспетчера не имитировались[19]. Немаловажен и тот факт, что, работая инструктором, ван Зантен стал редко выполнять обычные полёты, и это могло стать причиной частичной потери навыков линейного пилота[7][21][22].

Аналитик ABC News, линейный пилот Джон Нанс (англ. John Nance), так оценил значение этой катастрофы и роль ван Зантена в ней: 
Ошибка капитана KLM на Тенерифе революционно изменила отношение к безопасности и в авиации, и в медицине. Члены экипажа почти «поймали» ошибку, но вместо того чтобы остановить процесс её перехода в катастрофу, они убедили себя, что их капитан не может ошибаться.
Данные события стали одним из главных толчков к развитию системы Crew Resource Management (CRM; управление ресурсами экипажа), обязывающей пилотов согласовывать свои действия друг с другом.